# 흑인영가
흑인영가(Negro spiritual, Spiritual music, African-American spirituals)은 미국의 흑인들이 만든, 미국에서 기원이 되는 노래의 한 장르이다.
구체적으로 말해 노예시대에 만들어 부른 종교적인 내용을 지닌 민요이다. 텍스트는 대부분이 <구약성서>에서 택하였고, 현실의 괴로움으로부터의 해방을 바란 것이 많다. <깊은 강>, <제리코의 싸움> 등 세계적으로 알려진 이름난 멜로디가 있다.

## 같이 보기
- 블랙 뮤직
- 복음성가
- 종교 음악
- Joshua Fit the Battle of Jericho
- Swing Low, Sweet Chariot